# Lạng Sơn
Lang Son (en vietnamien Lạng Sơn) est une ville du nord du Viêt Nam (l'ancien Tonkin de l'Indochine française) et la capitale de la province du même nom. Sa population est d'environ 200 000 habitants en 2019. 

## Géographie
Lạng Sơn a une superficie de 7 769,35 hectares.
L'altitude est d'environ 263 mètres.

## Transport
Lạng Sơn est accessible depuis Hanoï par voie ferrée.
La ville est desservie par les routes nationales 1A, 4A et 4B. 

## Histoire

### La période coloniale

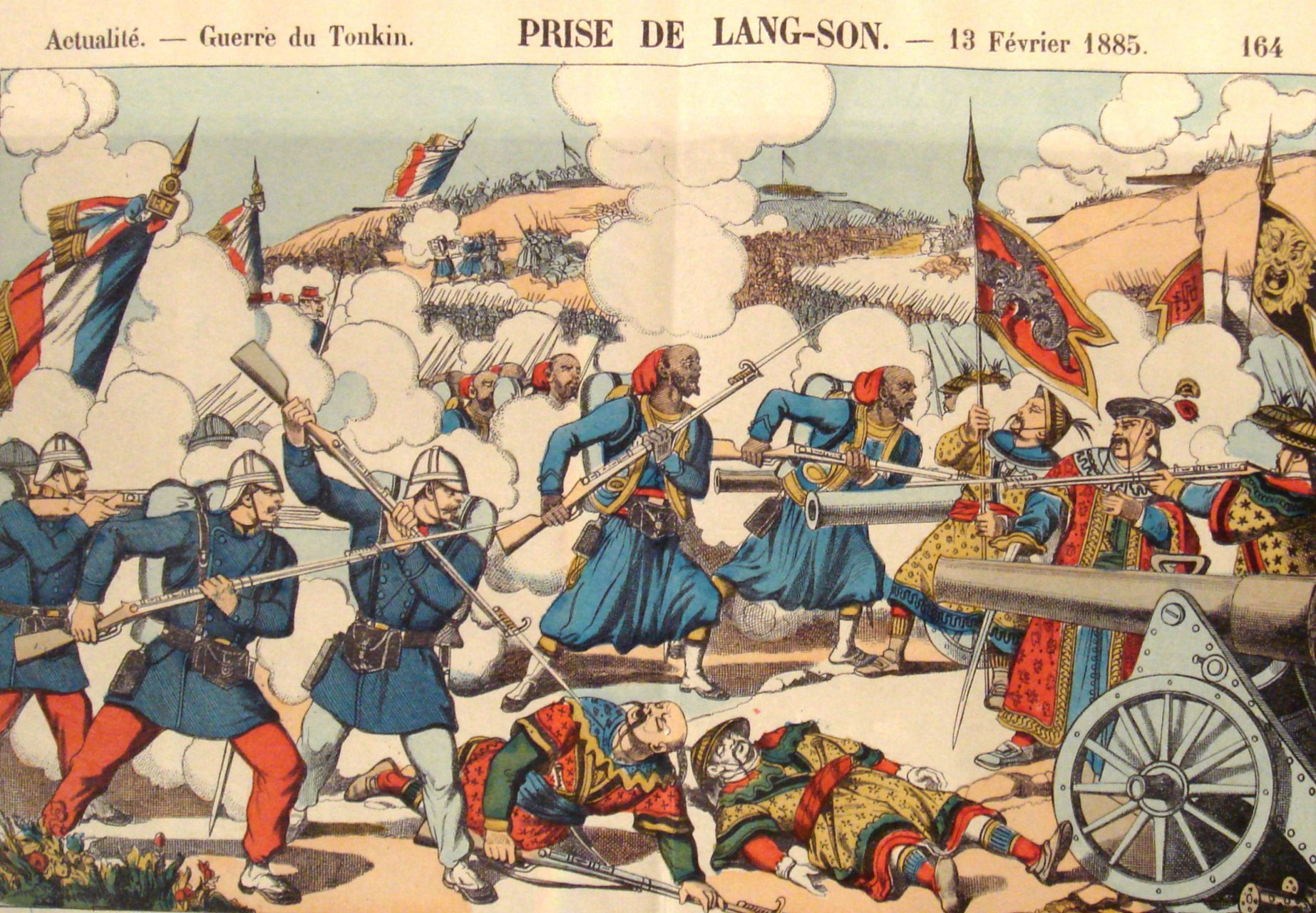
La prise de Lạng Sơn par les Français en 1885.

#### La «retraite de Lạng Sơn»
Au cours de la guerre avec la Chine et de l'expédition du Tonkin, la ville ancienne est occupée par le général Négrier en février 1885. Blessé, Négrier doit en abandonner le commandement. Sous celui de son successeur, le lieutenant-colonel Herbinger, la brigade qui séjourne à Lạng Sơn subit une retraite désastreuse, la « retraite de Lạng Sơn ». Cet échec militaire provoque une crise politique en France en réaction à la politique coloniale de Jules Ferry (1832-1893). Ce dernier y gagne le sobriquet de « Ferry-Tonkin » (ou « Ferry-le Tonkinois ») par ses détracteurs et l'incident de Lạng Sơn entraîne la chute de son ministère en France, le 30 mars 1885 .

#### Après 1885
Durant la période coloniale, Lạng Sơn fait partie du protectorat du Tonkin, séparé de celui de l'Annam et administré directement par les Français.

### La Seconde Guerre mondiale
À cause de sa position particulièrement stratégique de « verrou de la Chine », Lạng Sơn est le théâtre d'affrontements sanglants lors de deux grandes offensives japonaises au cours de la Seconde Guerre mondiale.

#### La première offensive japonaise: 22-25 septembre 1940

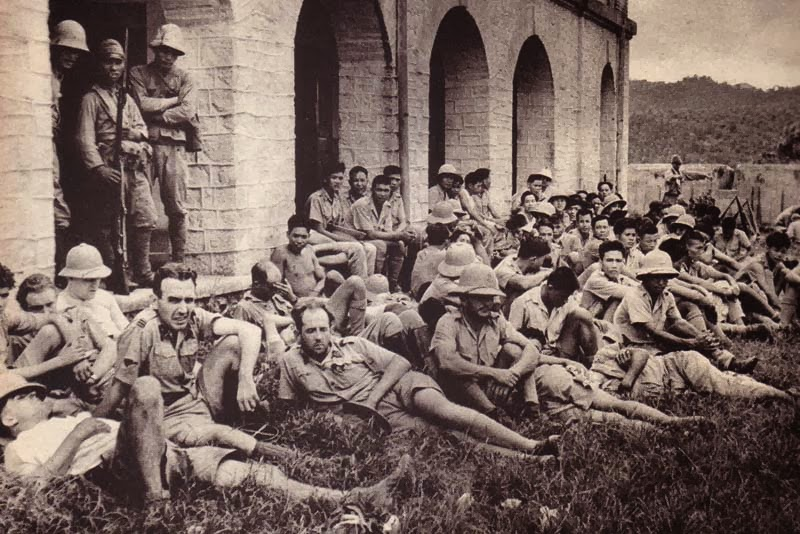
Les futures victimes du massacre de Lang Son

Profitant de la faiblesse de la France après la défaite face à l'Allemagne, le gouvernement de Fumimaro Konoe, avec l'approbation de l'empereur Showa (Hiro-Hito), décide d'occuper militairement l'Indochine. Afin de pouvoir attaquer par surprise, le Quartier général impérial joue le jeu de la diplomatie : le 22 septembre 1940, le représentant du Japon à Saïgon, Nishihara, signe des accords avec le gouverneur général de l'Indochine, le vice-amiral d'escadre Jean Decoux. Mais, le soir-même, en violation flagrante du traité, la 5e division japonaise du Kwang Si, soit 30 000 hommes commandés par le général Aketo Nakamura, stationnée en Chine, attaque une zone frontalière de 70 kilomètres, avec Lạng Sơn en son centre névralgique (l'objectif est d'investir la ville par une double manœuvre en la prenant dans un étau par l'ouest et par l'est). Le lieutenant-colonel Louvet devient le premier mort, abattu alors qu'il se trouvait à la tête d'un détachement motorisé de Lạng Sơn. Durant cette première offensive, les troupes japonaises massacrent les officiers et les soldats français de la garnison, ainsi que de nombreux civils. Les hostilités durent trois jours, jusqu'au 25 septembre, entraînant la mort d'environ 800 soldats français. Une fois les objectifs atteints, Hirohito ordonne finalement leur cessation.

#### La seconde offensive japonaise: le coup de force du 9 mars 1945
La seconde attaque japonaise sur Lạng Sơn a lieu lors du coup de force du 9 mars 1945. Traqué de toutes parts par les Alliés dans l'ensemble du Pacifique, le Japon décide d'investir toute la péninsule indochinoise et, pour réaliser ce projet, d'anéantir les forces françaises. L'état-major japonais invite les autorités civiles et militaires de Lạng Sơn — comme partout ailleurs en Indochine — à un dîner à 18 heures. À la fin du repas, les convives sont faits prisonniers. Deux d'entre eux sont abattus : le lieutenant-colonel Amiguet et le chef de bataillon Leroy. Entre-temps, dix mille soldats japonais montent à l'assaut de la citadelle et du fort Brière-de-l'Isle. La résistance se poursuit toute la nuit. Parce qu'ils refusent de se rendre, le général Lemonnier et le résident Auphelle sont décapités. Le colonel Robert subit le même sort deux jours plus tard. À l'issue des combats, les civils et les survivants de deux sections du 19e régiment mixte d'infanterie coloniale (RMIC créé en mai 1933) sont sauvagement massacrés (escrime à la baïonnette sur les vivants).
À la citadelle de Lạng Sơn, la résistance « jusqu’à la dernière cartouche » a duré une vingtaine d’heures et a coûté, du côté français, 120 tués et 140 blessés graves hospitalisés et de nombreux autres blessés. Les 11, 12 et 13 mars, 460 rescapés et blessés — qui peuvent tenir debout — sont amenés au bord d’une tranchée ou au bord de la rivière Ky Cong et décapités au sabre ou à la hache, mitraillés, embrochés à la baïonnette et achevés à coups de pioche. Au total, entre le 9 et le 13 mars 1945, 1 128 soldats français et indochinois sont morts dans l’affaire de Lạng Sơn. Il existe de nombreux témoignages, dont celui d'un tirailleur tonkinois présenté à la télévision française des années 1950 dans l'émission Les Morts-vivants et un article du Figaro de Pierre Darcourt des 8 et 9 mars 1980 (pour le 35e anniversaire), intitulé « Les héros oubliés d'Indochine » citant deux officiers d'artillerie coloniale remarquables à Hué (le capitaine Bernard et le lieutenant Hamel), à Hanoï les marsouins (avec à leur tête le capitaine Omessa) et la garnison (commandée par le capitaine Regnier), la compagnie d'alerte à Balny (commandée par le lieutenant Roudier), la garnison à Dong-Dang (sous les ordres du commandant Soulié puis du capitaine Anosse), le poste de Hà Giang (avec le capitaine Bertard), à Moncay (avec le colonel Lecoq) et à Quang Yen (avec le capitaine Mallet).

### La guerre d'Indochine
Après la fin de la Seconde Guerre mondiale, Lạng Sơn fut un lieu de garnison français jusqu'à sa prise en 1950 pendant l'offensive de Vo Nguyen Giap, considérée comme un tournant de la guerre d'Indochine. En octobre 1950, Giap s'empare de Dong Khé, à mi-chemin entre Lang Son et Cao Bang ; le commandement français décide d'évacuer Cao Bang, solidement tenue par la Légion, car le Vietminh détruit jusqu'à 80 % des convois de ravitaillement venus de Lang Son ; commandement incompétent puisqu'il décide de l'évacuer par la route (la fameuse RC 4, dite la « route sanglante »), ce qui suppose que les troupes françaises reprennent Dong Khé. Or, malgré leur bravoure, elles ne peuvent pas reprendre le poste et les 2 colonnes françaises, celle du colonel Charton venant de Cao Bang et celle du colonel Lepage venant de Lang Son pour récupérer les troupes de Cao Bang, sont anéanties dans les falaises de Coc Xa (6-7 octobre 1950) à 4 km au sud de Dong Khé, lors de la bataille de la RC 4. Ensuite, c'est la panique et la honte : alors que Lang Son, ceinturé d'énormes forts, est réputé imprenable, le colonel Constans décide de l'évacuer par surprise, donc sans détruire les dépôts de munitions, qui une fois aux mains du Vietminh permettront d'approvisionner une division de Giap pendant un an. Les historiens militaires considèrent que la guerre d'Indochine a été perdue en octobre 1950, Giap pouvant alors faire venir facilement de Chine toutes les troupes et approvisionnements nécessaires par les « portes de la Chine » de Lang Son, Dong Khé et Cao Bang.

### Après l'indépendance
En 1979, Lạng Sơn est le théâtre d'importants combats pendant la guerre sino-vietnamienne, la ville ayant été pratiquement rasée (de même que les deux autres « portes de la Chine » : Cao Bang et Lao Cai) après des bombardements-surprise par les Chinois qui font des milliers de victimes civiles.

## Lieux touristiques
La ville est entourée de collines de pins. La pagode des fées (Chùa Tiên), à 2 km au sud de la ville, est située dans une grotte et est dédiée au général Tràn Hung Dao, vainqueur des Mongols au XIIIe siècle, à la déesse Guan Yin et au Bouddha. Les grottes de Ky Lua, à 2 km du centre de Lang Son sur la route de Dong Khé, sont spectaculaires, notamment celle des Trois Purs (Tam Thanh Dong), object d'un rituel qui rassemble surtout des femmes venues demander aux dieux argent, santé, fécondité et bonheur (grande fête le 15e jour du 1er mois lunaire) : 100 m plus loin, les grottes de Nhât Thanh et Nhi Tan sont aussi belles, la dernière profondément creusée par une rivière souterraine.

## Culte
- Cathédrale Saint-Joseph (catholique)

## Personnalités liées à la commune
- Pierre Vaneck, acteur français d'origine belge, né le 15 avril 1931 à Lang Son et mort à Paris le 31 janvier 2010.